# Lobelia dortmanna
Lobelia dortmanna — вид трав'янистих рослин родини дзвоникові (Campanulaceae), поширений у північній Європі та північній частині Північної Америки.

## Опис
Трав'яниста багаторічна водяна рослина з базальними розетками, а квіткові стебла ростуть до 70–200 см заввишки. Стебла нерозгалужені, порожнисті, голі. Листя вічнозелене, від лінійного до довгастого, довжиною 2.5–7.5 см. Листки стебла чергові, рідкісні, малі. Квіти довжиною 1–2 см, пелюсток 5, вони білі або блідо-рожеві або блідо-сині. Верхня губа з 2 пелюстками, нижня губа з 3. Чашечка 5-лопатева. Тичинок 5. Плоди — капсули 5–10 мм завдовжки та шириною 3–5 мм, містять численне дрібне насіння.

## Поширення
Європа: Естонія, Латвія, Литва, Росія, Бельгія, Німеччина, Нідерланди, Польща, Данія, Фарерські острови, Фінляндія, Ірландія, Норвегія, Швеція, Велика Британія, Франція; Північна Америка: Канада, США.
Населяє бідні поживними речовинами води озер з дном всіяним піском і щебенем, іноді росте в проточній воді або слабосолоній воді. Зазвичай 20–150 см, іноді до 3 м глибиною.

## Галерея

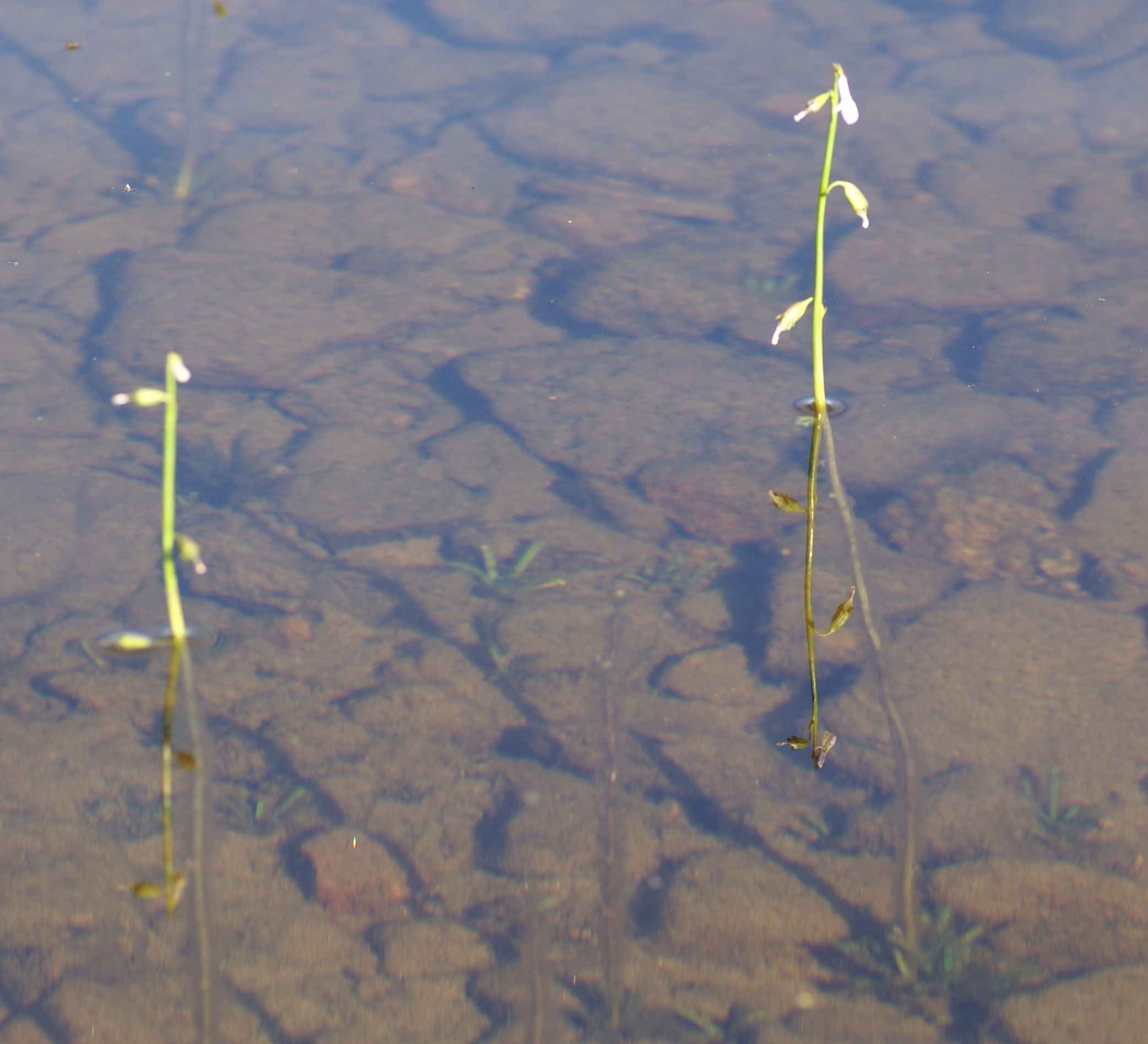
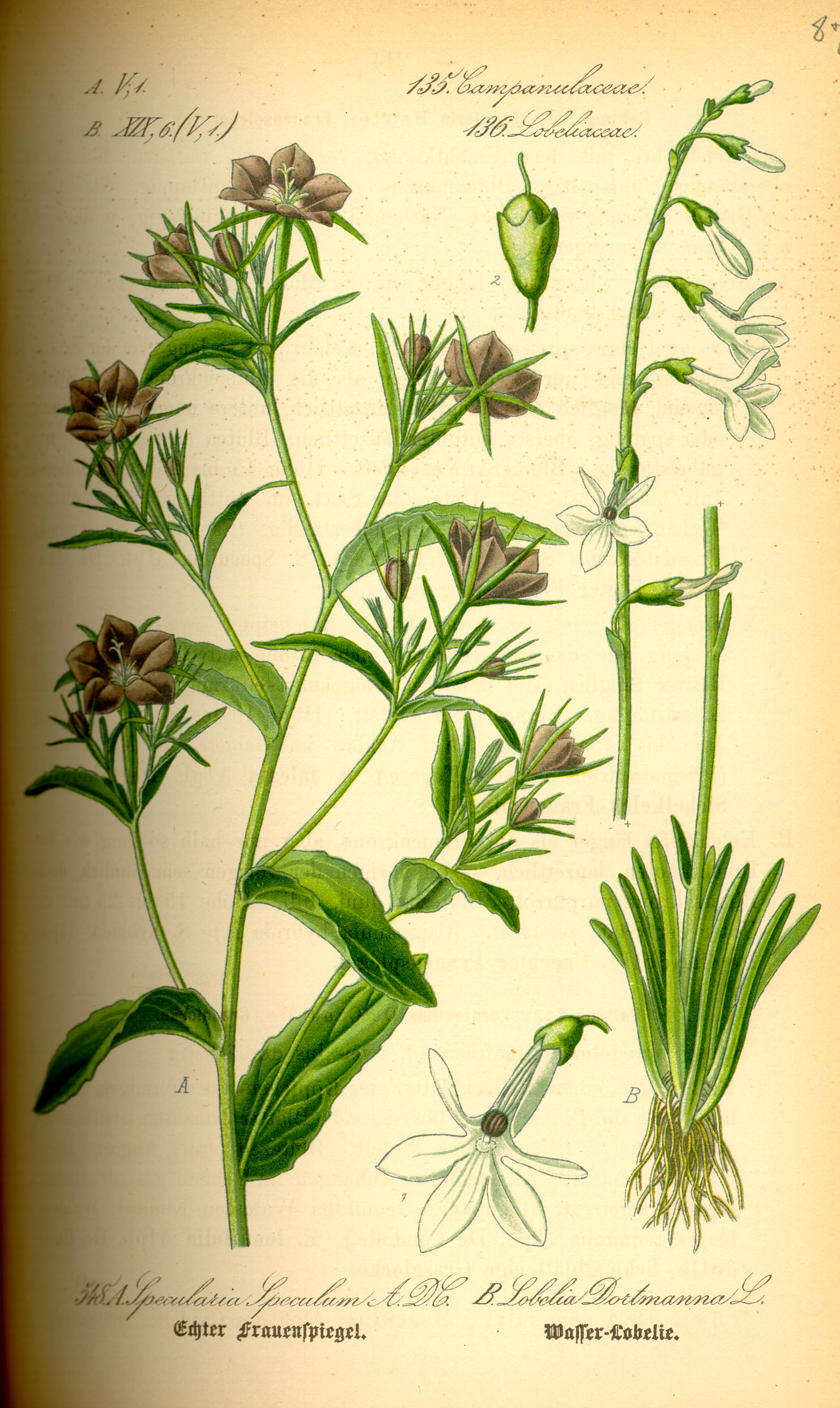
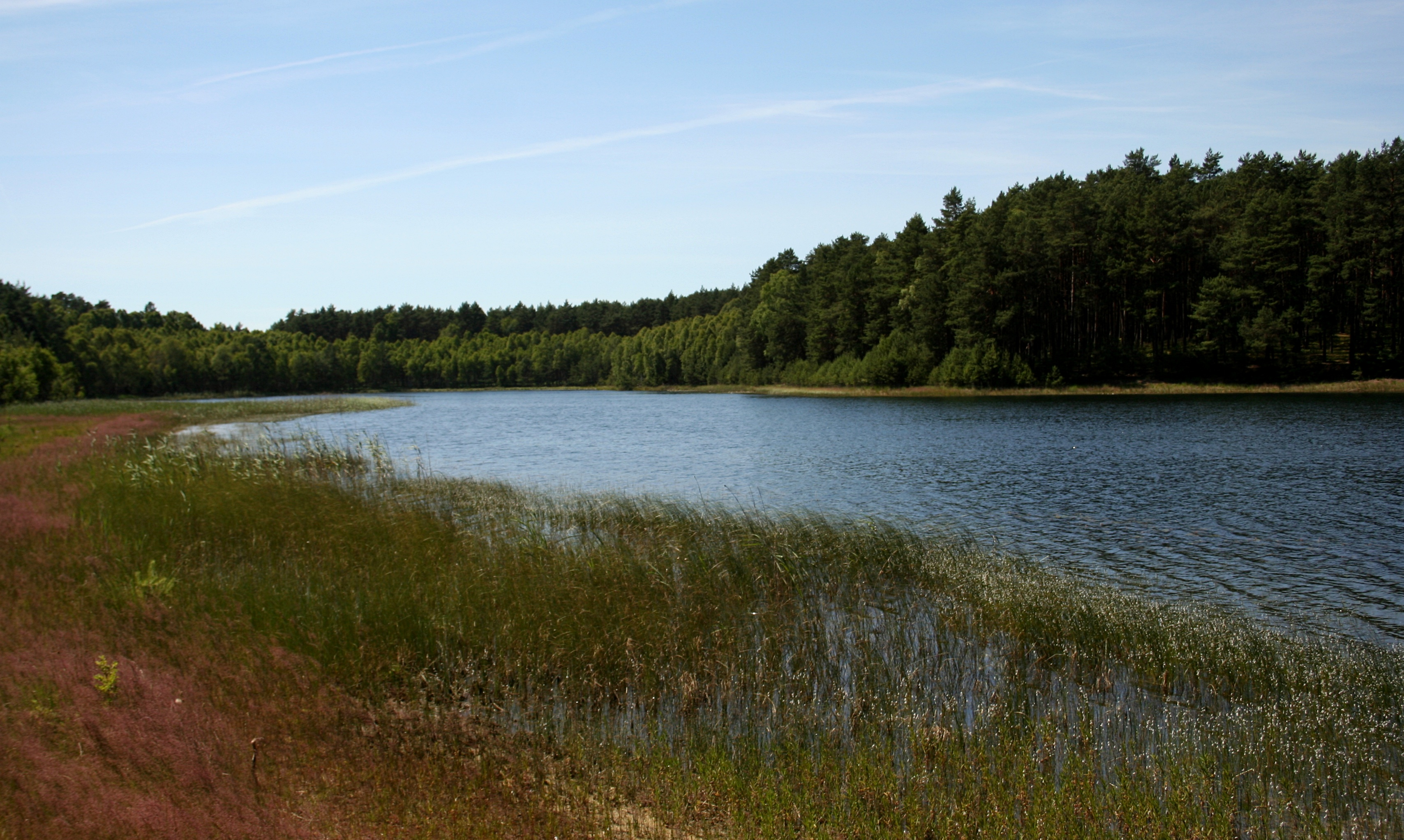